# José Jiménez Donoso
José Jiménez Donoso (Consuegra, 1628 - Madrid, 1690), foi um arquitecto, pintor e escultor espanhol.

## Obras
- retábulo do Convento da Vitória
- claustro do Colégio de São Tomás
- sepulcros dos marqueses de Mejorada (Igreja de Recoletos Agustinos)
- frescos da fachada da Casa de la Panadería juntamente com Claudio Coello.